# Francesco Maria Piave
Pour les articles homonymes, voir Piave (homonymie).
Francesco Maria Piave (Murano, 18 mai 1810 - Milan, 5 mars 1876) est un librettiste d'opéra italien du XIXe siècle, ami et collaborateur de Giuseppe Verdi.

## Biographie
Fils d'un notable vénitien qui possédait une verrerie sur l'île de Murano, Francesco Maria Piave suit sa famille en émigration à Pesaro, puis à Rome. Après des études au séminaire, il fréquente les milieux littéraires et devient membre correspondant de l'Accademia Tiberina en 1831 puis membre titulaire. En 1838, après la mort de son père, il rentre à Venise où il devient secrétaire de rédaction chez l'éditeur Giuseppe Antonelli.
Comme Giuseppe Verdi, Piave fut un ardent patriote de l'Unité italienne et, en 1848, pendant les Cinque Giornate de Milan, alors que les troupes autrichiennes de Radetzky quittaient la ville, Verdi lui adressa une lettre au nom du « Citoyen Piave ».
Il a écrit les livrets de neuf des opéras de Verdi : Ernani (1844), I due Foscari (1844), Macbeth (première version de 1847), Il corsaro (1848), Stiffelio (1850), Rigoletto (1851), La Traviata (1853),  Simon Boccanegra (première version de 1857), Aroldo (1857), La Forza del destino (première version de 1862), et Macbeth (deuxième version de 1865) mais il a aussi écrit des livrets pour des œuvres de Giovanni Pacini, Saverio Mercadante, Federico Ricci ou de l'Irlandais Michael Balfe.
En 1870, avant de pouvoir écrire le livret d'Aïda, il eut une attaque qui le laissa paralysé et incapable de parler.
À sa mort, Verdi proposa son aide à sa veuve et à sa fille et s'acquitta des obsèques de Piave à sa mort à Milan, où il fut incinéré dans le Cimetero Monumentale.

## Livrets
- Il duca d'Alba (Giovanni Pacini, 1842)
- Ernani (Giuseppe Verdi, 1844)
- I due Foscari (Verdi, 1844)
- Lorenzino de Medici (G. Pacini, 1845)
- Estella di Murcia (Federico Ricci, 1846)
- Tutti amanti (C. Romani, 1847)
- Griselda (F. Ricci, 1847)
- Macbeth (première version, Verdi, 1847)
- Allan Cameron (Pacini, 1848)
- Il corsaro (Verdi, 1848)
- Giovanna di Fiandre (C. Boniforti, 1848)
- La Schiava Saracena (Saverio Mercadante, 1848)
- Stiffelio (Verdi, 1850)
- Crispino e la comare (Luigi et F. Ricci, 1850)
- Elisabetta di Valois (Buzzolla, 1850)
- Rigoletto (Verdi, 1851)
- La Sposa di Murcia (A. Casalini, 1851)
- La Baschina (F. De Liguoro, 1853)
- La Traviata (Verdi, 1853)
- La Prigioniera (C. Bonsoni, 1853)
- Pittore e Duca (Michael Balfe, 1854)
- Margherita di Borgogna (F. Petrocini, 1854)
- I Fidanzati (A. Peri, 1856)
- Simon Boccanegra (première version, Verdi, 1857)
- Aroldo (révision de Stiffelio, Verdi, 1857)
- Vittore Pisani (Peri, 1857)
- Margherita la Mendicante (G. Braga, 1859)
- La Biscaglina (S. Levi, 1860)
- Guglielmo Shakspeare (Benvenuti, 1861)
- Mormile (Braga, 1862)
- La forza del destino (première version, Verdi, 1862)
- Rienzi (Peri, 1862)
- La Duchessa di Guisa (Serrao, 1865)
- Macbeth (deuxième version, Verdi, 1865)
- Rebecca (B. Pisani, 1865)
- Berta di Varnol (Pacini, 1867)
- Don Diego de Mendoza (Pacini, 1867)
- La Trombola (Cagnoni, 1868)
- Olema (C. Pedrotti, 1872)